# Conexión de Galois
En matemática, especialmente en la teoría del orden, una conexión de Galois es una correspondencia particular entre dos conjuntos parcialmente ordenados (en inglés, «posets»). Las conexiones de Galois generalizan la correspondencia entre subgrupos y subcuerpos investigada en la teoría de Galois. Tienen aplicación en varias teorías matemáticas.
Una conexión de Galois es bastante más débil que un isomorfismo entre los posets implicados, pero cada conexión de Galois da lugar a un isomorfismo de ciertos sub-posets.
Al igual que la teoría de Galois, las conexiones deben su nombre al matemático francés Évariste Galois.

## Definición
Supónganse dos conjuntos parcialmente ordenados (A, ≤) y (B, <=). Una conexión de Galois entre estos posets consiste en dos funciones monótonas: F : A → B y G : B → A, tales que para todo a en A y b en B, tenemos
{\displaystyle F(a)\leq b\Leftrightarrow a\leq G(b)}
En esta situación se llama a F adjunto inferior de G y a G, adjunto superior de F. Esta terminología relaciona las conexiones a la teoría de categorías que se comenta luego. Tal como se detallará, cada parte de una conexión de Galois determina unívocamente la otra correspondencia. Al ver dos funciones que forman una conexión de Galois como dos especificaciones del mismo objeto, es conveniente señalar un par de adjuntos inferior y superior correspondientes como f∗ y f∗, respectivamente. Observe que el asterisco se pone sobre el símbolo de la función para señalar el adjunto inferior.

### Definición alternativa
La definición anterior es común a muchas aplicaciones actualmente, y prominente en las teorías de retículos y de dominios. Sin embargo, originalmente se derivó una noción ligeramente diferente en la teoría de Galois. En esta definición alternativa, una conexión de Galois es un par de funciones antítonas (que invierten el orden), F : A → B y G : B → A entre los posets A y B, de manera que
{\displaystyle b\leq F(a)\Leftrightarrow a\leq G(b)}
Ambas nociones de una conexión de Galois siguen presentes en la literatura. En lo que sigue, el término conexión (monótona) de Galois se referirá siempre a una conexión de Galois en el primer sentido. Si se aplica la definición alternativa, se usarán los términos conexión de Galois antítona o conexión de Galois inversora.
En realidad, las implicaciones de ambas definiciones son bastante similares, ya que las conexiones antítonas de Galois entre A y B son simplemente conexiones monótonas de Galois entre A y el orden dual Bop de B. Todas las afirmaciones siguientes sobre las conexiones de Galois se pueden convertir fácilmente, por tanto, en afirmaciones sobre las conexiones antítonas.
Observe sin embargo, que no tiene sentido hablar de adjuntos inferior y superior de una conexión antítona de Galois: la situación es completamente simétrica.

## Ejemplos
- El ejemplo motivador viene de la teoría de Galois: supóngase una extensión de cuerpo L/K. Sea A el conjunto de todos los subcuerpos de L que contienen K, ordenados por inclusión {\displaystyle \subseteq }. Si E es uno de tales subcuerpos, se escribe Gal(L/E) para el grupo de automorfismos de cuerpos de L que mantienen fijo E. Sea B el conjunto de subgrupos de Gal(L/K), ordenadores por inclusión {\displaystyle \subseteq }. Para tal subgrupo G, se define Fix(G) como el cuerpo que consiste en todos los elementos de L que se mantienen fijos debido a todos los elementos de G. Entonces las funciones E {\displaystyle \mapsto } Gal(L/E) y G {\displaystyle \mapsto } Fix(G) forman una conexión antítona de Galois.

- Para ver un ejemplo de teoría de orden, sea U un conjunto, y sean A y B los conjuntos potencia de U, ordenados por inclusión. Tómese un subconjunto fijo L de U. Entonces las funciones F y G, donde F(M) es la intersección de L y M, y G(N) es la unión de N y (U \ L), forman una conexión monótona de Galois, siendo F el adjunto inferior. Se puede encontrar en cualquier álgebra de Heyting una conexión de Galois similar cuyo adjunto inferior viene dado por la operación ínfimo. En particular, está presente en toda álgebra booleana, donde se pueden describir dos funciones como F(x) = (a {\displaystyle \wedge } x) y G(y) = (y {\displaystyle \vee } {\displaystyle \neg } a) = (a {\displaystyle \Rightarrow } y). En términos lógicos: "implicación" es el adjunto superior de "conjunción".

- En el artículo sobre propiedades de completitud hay más ejemplos interesantes de conexiones de Galois. Resulta que las familiares funciones {\displaystyle \vee } y {\displaystyle \wedge } son adjuntos en dos conexiones de Galois posibles. Sucede lo mismo con las funciones del conjunto de un elemento que señala los elementos ínfimo y supremo de un orden parcial. Yendo más allá, incluso se puede caracterizar los retículos completos mediante la existencia de adjuntos adecuados. Estas consideraciones dan una impresión de la ubicuidad de las conexiones de Galois en la teoría del orden.

- En geometría algebraica, la relación entre conjuntos de polinomios y sus conjuntos de ceros es una conexión antítona de Galois: fije un número natural n y un cuerpo K y sea A el conjunto de todos los subconjuntos del anillo polinómico K[X1,...,Xn] ordenado por inclusión {\displaystyle \subseteq }, y sea B el conjunto de todos los subconjuntos de Kn ordenados por inclusión {\displaystyle \subseteq }. Si S es un conjunto de polinomios, definimos F(S) = {x{\displaystyle \in }Kn: f(x) = 0, {\displaystyle \forall }f{\displaystyle \in }S}, como el conjunto de ceros comunes de los polinomios de S. Si T es un subconjunto de Kn, definimos G(T) = {f{\displaystyle \in }K[X1,...,Xn]: f(x) = 0, {\displaystyle \forall }x{\displaystyle \in }T}. Entonces F y G forman una conexión antítona de Galois.

- Si f: X → Y es una función, entonces para cualquier subconjunto M de X podemos formar la imagen F(M) = f(M) = {f(m): m{\displaystyle \in }M} y para cualquier subconjunto N de Y podemos formar la imagen inversa G(N) = f -1(N) = {x{\displaystyle \in }X: f(x){\displaystyle \in }N}. Entonces F y G forman una conexión monótona de Galois entre los conjuntos potencia X e Y, ordenados ambos por inclusión {\displaystyle \subseteq }. Hay otro par de adjuntos más en esta situación: para un subconjunto M de X, definimos H(M) = {y{\displaystyle \in }Y: f -1({y}) {\displaystyle \subseteq } M}. Entonces G y H forman una conexión monótona de Galois entre los conjuntos potencia Y y X. En la primera conexión de Galois, G es el adjunto superior, mientras que en la segunda sirve como adjunto inferior.

- Tome un objeto matemático X que posea un conjunto subyacente, por ejemplo un grupo, anillo, espacio vectorial, etc. Para cualquier subconjunto S de X, sea F(S) el subobjeto de X más pequeño que contenga S, es decir, el subgrupo, subanillo o subespacio generado por S. Para cualquier subobjeto U de X, sea G(U) el subconjunto subyacente a U (incluso podemos tomar un espacio topológico como X, sea F(S) la clausura de S, y tómense los subconjuntos cerrados de X como "subobjetos de X"). Ahora, F y G forman una conexión monótona de Galois si los conjuntos y subobjetos están ordenados por inclusión. F es el adjunto inferior.

- Un comentario muy general de Martin Hyland es que sintaxis y semántica son adjuntas: tómese A, el conjunto de todas las teorías lógicas (axiomatizaciones), y B el conjunto potencia del conjunto de todas las estructuras matemáticas. Para una teoría T{\displaystyle \in }A, sea F(T) el conjunto de todas las estructuras que satisfacen los axiomas T; para un conjunto de estructuras matemáticas S, sea G(S) la axiomatización mínima de S. Podemos decir entonces que F(T) es un subconjunto de S si y solo si T implica lógicamente G(S): el "funtor semántico" F y el "funtor de sintaxis" G forman una conexión monótona de Galois, siendo la semántica el adjunto inferior.

- Finalmente, supónganse X e Y dos conjuntos arbitrarios y una relación binaria R dada sobre X e Y. Para cualquier subconjunto M de X, definimos F(M) = { y{\displaystyle \in }Y: mRy {\displaystyle \forall }m{\displaystyle \in }M}. De forma similar, para cualquier subconjunto N de Y, definimos G(N) = { x{\displaystyle \in }X: xRn {\displaystyle \forall }n{\displaystyle \in }N}. Entonces F y G constituyen una conexión antítona de Galois entre los conjuntos potencia de X e Y, ordenados ambos por inclusión {\displaystyle \subseteq }.

## Propiedades
En adelante, supondremos una conexión (monótona) de Galois f = (f ∗, f ∗), donde f ∗: A → B es el adjunto inferior tal como se ha presentado anteriormente. Se pueden obtener de inmediato algunas propiedades básicas útiles e instructivas. Según la propiedad por definición de las conexiones de Galois, f ∗(x) ≤ f ∗(x) es equivalente a x ≤ f ∗( f ∗(x)), para todo x de A. Con un razonamiento similar (o aplicando sin más el principio de dualidad de la teoría del orden), encontramos que f ∗( f ∗(y)) ≤ y, para todo y de B. Estas propiedades pueden describirse diciendo que la composición f ∗{\displaystyle \circ }f ∗ es deflacionaria, mientras que f ∗{\displaystyle \circ }f ∗ es inflacionaria (o extensiva).
Si ahora consideramos cualesquiera elementos x e y de A tales que x ≤ y, entonces podemos usar claremente lo anterior para obtener
x ≤ f ∗(f ∗(y)). Aplicando la propiedad básica de las conexiones de Galois, podemos concluir que f ∗(x) ≤ f ∗(y). Pero esto únicamente muestra que f ∗ conserva el orden de cualesquiera dos elementos, es decir, es monótona. De nuevo, un razonamiento parecido le asigna monotonicidad a f ∗. Por tanto la monotonicidad no tiene por qué incluirse explícitamente en la definición. Sin embargo, mencionarla ayuda a evitar confusiones al respecto de las dos nociones alternativas de las conexiones de Galois.
Otra propiedad básica de las conexiones de Galois es el hecho de que f ∗(f ∗(f ∗(x))) = f ∗(x), para todo x de B. Vemos claramente que
f ∗(f ∗(f ∗(x))) ≥ f ∗(x)
porque f ∗{\displaystyle \circ }f ∗ es inflacionaria como vimos antes. De forma similar, dado que f ∗{\displaystyle \circ }f ∗ es deflacionaria, encontramos que
f ∗ f ∗ f ∗ f ∗(x) ≤ f ∗ f ∗(x) ≤ x,
que es equivalente a
f ∗(f ∗(f ∗(x))) ≤ f ∗(x).
Esto muestra la igualdad deseada. Más aún, podemos usar esta propiedad para concluir que
f ∗(f ∗(f ∗(f ∗(x)))) = f ∗(f ∗(x)),
esto es', f ∗{\displaystyle \circ }f ∗ es idemponente.

## Operadores de clausura y conexiones de Galois
Lo expuesto anteriormente se puede resumir como sigue: para una conexión de Galois, la composición f ∗{\displaystyle \circ }f ∗ es monótona (siendo la composición de funciones monótonas), inflacionaria e idempotente. Esto establece que f ∗{\displaystyle \circ }f ∗ es de hecho un operador de clausura sobre A. Dualmente, f ∗{\displaystyle \circ }f ∗ es monótona, deflacionaria e idempotente. Tales funciones se llaman a veces operadores de núcleo.
A la inversa, cualquier operador de clausura c sobre un poset A da origen a la conexión de Galois con adjunto inferior f ∗ que no es más que la correstricción de c a la imagen de c (es decir, una función sobreyectiva del sistema de clausura c(A)). Entonces el adjunto superior f ∗ lo da la inclusión de c(A) en A, que hace corresponder cada elemento cerrado sobre sí mismo, considerado como un elemento de A. De esta manera, se ven estrechamente relacionados los operadores de clausura y las conexiones de Galois, especificando cada uno una instancia del otro. Se llega a conclusiones similares para los operadores de núcleo.
Las consideraciones anteriores muestran también que los elementos cerrados de A (elementos x con f ∗(f ∗(x)) = x) se corresponden con elementos dentro del rango del operador de núcleo f ∗ {\displaystyle \circ } f ∗, y viceversa.

## Existencia y unicidad de las conexiones de Galois
Otra propiedad importante de las conexiones de Galois es que los adjuntos inferiores conservan todos los supremos que existen dentro de su dominio. Dualmente, los adjuntos superiores conservan todos los ínfimos. De estas propiedades uno puede concluir inmediatamente también la monotonicidad de los adjuntos. El teorema del funtor adjunto de la teoría de orden establece que la implicación inversa es válida también en ciertos casos: especialmente, cualquier función entre retículos completos que conserve todos los supremos es el adjunto inferior de una conexión de Galois.
En esta situación, una característica importante de las conexiones de Galois es que un adjunto determina unívocamente al otro. Por tanto podemos endurecer la afirmación anterior para garantizar que cualquier función que conserve el supremo entre retículos completos es el adjunto inferior de una conexión de Galois única. La propiedad principal para derivar esta unicidad es la siguiente: para cada x de A, f ∗(x) es el menor elemento y de B tal que x ≤ f ∗(y). Dualmente, para cada y de B, f ∗(y) es el mayor x de A tal que f ∗(x) ≤ y. La existencia de una cierta conexión de Galois implica ahora la existencia de los respectivos elementos supremo e ínfimo, independientemente de si los posets correspondientes satisfacen alguna propiedad de completitud. Por tanto, cuando se da un adjunto de una conexión de Galois, podemos definir el otro mediante esta propiedad. Por otro lado, una función f es un adjunto inferior si y solo si cada conjunto de la forma { x de A | f(x) ≤ b }, b de B, contiene un elemento supremo. De nuevo, esto se puede dualizar para el adjunto superior.

## Conexiones de Galois como morfismos
Las conexiones de Galois proporcionan también una clase interesante de funciones entre posets que pueden usarse para obtener categorías de posets. En particular, es posible componer conexiones de Galois: dadas las conexiones de Galois (f ∗, f ∗) entre los posets A y B y (g ∗, g ∗) entre B y C, la composición (g ∗{\displaystyle \circ }f ∗, f ∗{\displaystyle \circ }g ∗) también es una conexión de Galois. Cuando consideramos categorías de retículos completos, esto se puede simplificar para considerar solo funciones que conserven todos los supremos (o ínfimos). Haciendo corresponder retículos completos a sus duales, estas categorías muestran auto dualidad, que son bastante fundamentales para obtener otros teoremas de dualidad. Un tipo más especial de morfismos que inducen funciones adjuntas en la otra dirección son los morfismos considerados normalmente para marcos (o locales).

## Conexión con la teoría de categorías
Cada conjunto parcialmente ordenador puede verse como una categoría de forma natural: hay un morfismo único de x a y si y solo si x ≤ y. Entonces una conexión de Galois no es sino un par de funtores adjuntos entre dos categorías que surgen de conjuntos parcialmente ordenados. En este contexto, el adjunto superior es el adjunto derecho mientras que el adjunto inferior es el adjunto izquierdo. Sin embargo, se evita esta terminología para conexiones de Galois, ya que hubo un tiempo en que los posets se transformaban en categorías de manera dual, es decir, con flechas apuntando en la dirección opuesta. Esto llevó a una notación complementaria concerniente a adjuntos izquierdos y derechos, que actualmente es ambigua.

## Aplicaciones en la teoría de la programación
Las conexiones de Galois se pueden usar para describir muchas formas de abstracción en la teoría de interpretación abstracta de lenguajes de programación.